# 納馬昆代
納馬昆代（葡萄牙語：Namacunde），是個位於安哥拉南部的城鎮，由庫內納省負責管轄，面積10,701平方公里，海拔高度1,110米，2006年人口151,657，人口密度每平方公里14人。